# 恩斯特·涅伊兹韦斯内伊
恩斯特·约瑟福维奇·内兹韦斯特尼（俄语：Эрнст Ио́сифович Неизве́стный，1925年4月9日（6月22日）—2016年8月9日）他是苏联著名的雕塑家，1976年申请了流放签证经瑞士移民美国，后来还是受赫鲁晓夫家庭的委托（也是赫鲁晓夫早年的要求）为尼基塔·谢尔盖耶维奇·赫鲁晓夫墓创作了抽象派的墓碑 。 恩斯特-奈兹维斯尼还作为画家参加过展览。特别是 1995 年在戈戈列夫斯基大道举办的周年纪念展览，该展览是为了纪念在 VDNKh 的 "养蜂 "展馆与爱德华-德罗比茨基、尤利娅-多尔戈鲁科娃和其他非传统艺术家共同举办绘画展览 20 周年。

## 作品
- 《Орфей》(1962)
- 《Прометей и дети мира》(1966)
- 《Надгробие Никиты Хрущёва》(1975)
- 《Маска скорби》(1996)
- 《Память шахтёрам Кузбасса》(2003)
- 《Древо жизни》(2004)[3]